# Daugård
Daugård és una localitat situada al municipi de Hedensted, a la regió de Jutlàndia Central (Dinamarca), amb una població estimada a principis de 2018 d'uns 1.087 habitants.
Està situada al centre-est de la península de Jutlàndia, al sud de la ciutat d'Aarhus i prop de la costa de la mar Bàltica.